# Биоразнообразие Гватемалы
Согласно данным Международного союза охраны природы и природных ресурсов, Гватемала является пятым по величие очагом биоразнообразия в мире. В стране представлено 14 экологических регионов: мангровые леса и океанические литорали, сухие широколиственные леса и кустарниковые степи на нагорьях восточной части, субтропические и тропические дождевые леса, водно-болотные угодья и туманные леса в регионе Верапас в центральной части, а также смешанные и сосновые леса.
Более трети территории Гватемалы (36,3 % или более 39 тысяч км²) по состоянию на 2005 год покрыто лесами. Почти половина лесов (49,7 % или около 19,5 тыс. км²) относятся к девственным лесам, с наиболее богатым биоразнообразием. Здесь произрастает 17 видов хвойных растений — максимальное число для тропических регионов по всему миру (среди них сосна, кипарис, эндемичная гватемальская пихта).
7 крупнейших водно-болотных угодий Гватемалы включены в Конвенцию о водно-болотных угодьях как имеющие важное международное значение.
Согласно данным World Conservation Monitoring Centre, на территории страны зарегистрирован 8061 вид животных, включая амфибий, птиц, млекопитающих, рыб, рептилий и беспозвоночных. Из них 6,7 % видов являются эндемиками, то есть, больше не представлены ни в какой другой географической области, а 8,1 % относятся к уязвимым видам. Также на территории Гватемалы зарегистрирован 8681 вид сосудистых растений, из которых эндемиков — 13,5 %, а 5,4 % составляют охраняемые виды.
В Гватемале 123 охраняемые природные территории, охватывающие более 29 % площади страны. Это максимальная доля охраняемых природных территорий среди стран Центральной Америки. Парк Тикал, созданный в 1955 году, является первым смешанным объектом Всемирного наследия ЮНЕСКО.